# The Next Level
The Next Level ist eine deutsche Drama-Thriller-Serie, die am 24. Januar 2025 in der ARD Mediathek veröffentlicht wurde. Die sechsteilige Serie spielt in der Welt der Berliner Nachtklubs, weitere Motive sind Gentrifizierung und Kommerzialisierung. Die Fernsehpremiere fand am 31. Januar 2025 in der ARD statt. Inspiriert wurde die Serie von einer Spiegel-Reportage von Alexander Osang über den Tode einer US-Amerikanerin an den Folgen einer MDMA-Überdosis, nachdem sie zwei Ecstasy-Pillen geschluckt hatte, die auf der Toilette des Berghain  von einem Dealer gekauft wurden.

## Handlung
Nach dem mysteriösen Drogentod der jungen US-Touristin Zofia (Jenny Walser) im Technoclub "Reaktor" in Berlin sucht ihr Ehemann Josh (Ben Lloyd-Hughes) verzweifelt nach Antworten. Er stößt auf Widerstand von Polizei, Justiz und Behörden, die bereit sind, die Ereignisse zu vertuschen, um die Partyszene der Stadt und die Geschäfte internationaler Investoren nicht zu gefährden. Nur die junge Reporterin Rosa (Lisa Vicari) bleibt hartnäckig und begibt sich auf die Suche nach der Ursache für die Tragödie. Dabei taucht sie tiefer in das Privatleben des Paars ein und beginnt den Mythos der Partymetropole Berlin kritisch zu hinterfragen. 

## Besetzung

### Hauptdarsteller
| Schauspieler         | Rollenname        |
| -------------------- | ----------------- |
| Lisa Vicari          | Rosa Bernhard     |
| Ben Lloyd-Hughes     | Josh              |
| Paula Kober          | Paula Reichenbach |
| Jenny Walser         | Zofia             |
| Jerry Hoffmann       | Mark Lingen       |
| Jens Harzer          | Brenner           |
| Kailas Mahadevan     | Irfan Sehic       |
| Michaela Winterstein | Petra Bernhard    |
| Thorsten Merten      | Matt Kowalski     |
| Krzysztof Pieczynski | Jan Lewandoski    |

### Nebendarsteller
| Schauspieler            | Rollenname                  |
| ----------------------- | --------------------------- |
| Martin Neuhaus          | Ralle                       |
| Jasmina Kuhnke          | Tamara Jensen               |
| Birge Schade            | Senatorin Susanne Lentz     |
| Paul Boche              | Kostja Weiss                |
| Hadi Khanjanpour        | Rajeed                      |
| Yvonne Yung Hee Bormann | Janine Liu                  |
| Matthias Brenner        | Carl-Friedrich Paul "Carlo" |
| Jakob Diehl             | Dennis Breitbart            |
| Thomas Gerber           | Thomas Schumann             |
| Artjom Gilz             | Tomasz                      |
| Daniel Klare            | Tim                         |
| Jonas Stenzel           | Victor                      |
| Vinzenz Wagner          | Mischa Kaufmann             |
| Paul Wollin             | Nico Zielinksy              |
| Binta Yaffa             | Anna Okunga                 |
| Corinna Kirchhoff       | Siv Lindenbergh             |
| Birgit Berthold         | Sekretärin Krisch           |
| Zsá Zsá Inci Bürkle     | Natascha Weber              |
| Jeff Burrell            | George Pickett              |
| Rike Eckermann          | Frau kaczmarek              |
| Antonia Holfelder       | Rita Fischer                |
| Michael Ihnow           | Bestatter DallmannK         |
| Nazmi Kirik             | Dr. Erlwein                 |
| Idil Üner               | Dr. Yasar                   |

## Episodenliste
| Nr.     | Regie          | Drehbuch                     |
| ------- | -------------- | ---------------------------- |
| Folge 1 | Pia Strietmann | Alexander Osang              |
| Folge 2 | Pia Strietmann | Alexander Osang              |
| Folge 3 | Julia Langhof  | Alexander Osang              |
| Folge 4 | Julia Langhof  | Alexander Osang              |
| Folge 5 | Julia Langhof  | Alexander Osang, Ipek Zübert |
| Folge 6 | Julia Langhof  | Alexander Osang, Ipek Zübert |

## Produktion
Die Serie wurde von der Letterbox Filmproduktion GmbH und der Real Film Berlin GmbH produziert, in Koproduktion mit ARD Degeto, hr, rbb und NDR.

## Rezeption
Die ZEIT kritisierte die Serie als "filmisches Holzhammer-Pendant zu einem Schlüsselroman" und bemängelte die stereotype Darstellung von Charakteren sowie die übermäßige Detailtreue im Setdesign.  DWDL.de verglich die Serie mit einer "Sinfonie einer Stadt ohne Liebe", kritisierte zwar die mitunter zähe Erzählweise, aber attestierte, sie erreiche  das "nächsthöhere Niveau fiktionaler Dichtung" gerade dadurch, dass sie vieles anders mache.
Andere Kritiker hoben positive Aspekte hervor. Die taz befand, es sei eine wirklich spannende Serie, mit tollen Szenen eines verruchten Berlins. Tittelbach.tv bezeichnete die Serie als herausragend und lobte besonders die Regiearbeit und die musikalische Untermalung der Serie. Der Tagesspiegel würdigte die Darstellung von Berlin als "postsozialistische Utopie" und die komplexe Charakterzeichnung von Bodo Brenner.